# Bova (by)
 For alternative betydninger, se Bova. (Se også artikler, som begynder med Bova)
Bova er en italiensk by (og kommune) i regionen Sicilien i Italien, med omkring 416(2023) indbyggere.